# Diaptomus coloradensis
Diaptomus coloradensis är en kräftdjursart som beskrevs av Marsh. Diaptomus coloradensis ingår i släktet Diaptomus och familjen Diaptomidae. Inga underarter finns listade i Catalogue of Life.